# Gevaar op de weg
Gevaar op de weg was een Nederlands televisieprogramma over wegverkeer en verkeersovertredingen. Het werd rond 2000 uitgezonden door RTL 4 en gepresenteerd door Allard Kalff.

## Opzet van het programma
In het programma was een aantal automobilisten te gast die door familie, vrienden of kennissen voor het programma waren opgegeven. Men vond vaak dat de betreffende automobilist er een beroerde rijstijl op nahield, terwijl de automobilist zelf een andere mening was toegedaan. Er werden camera's in de auto geplaatst, waarna de automobilist de weg op ging en zijn of haar handelingen achter het stuur werden geregistreerd. Vaak zaten er mensen (meestal mannen, soms ook vrouwen) tussen die de openbare weg als racecircuit gebruikten of die er op een andere wijze een rommeltje van maakten. Na de capriolen kwam Matthieu Stam van het Test- en Trainingscentrum van de ANWB in Lelystad op bezoek om de gedragingen van de automobilisten te bespreken en om adviezen te geven.
Als afsluiter van een seizoen kroop Allard Kalff zelf achter het stuur nadat hij dronken was gevoerd, om zo zijn gedragingen tijdens een rit op een circuit gade te slaan. Ook werd in die aflevering meegereden met een ambulancechauffeur.

## Vergelijkingen metBlik op de weg
In de periode dat Gevaar op de weg op de televisie was, werd het programma vaak vergeleken met het programma Blik op de weg van Leo de Haas, dat toen ook al werd uitgezonden. Ook in dat programma werd er met een camera gewerkt, zij het dat deze zich juist in een speciale camerawagen bevond met achter het stuur een politiefunctionaris.

## Authenticiteit van het programma
Vaak werd gedacht dat bepaalde fragmenten in scène waren gezet om het programma een bepaald sensatiegehalte te geven. Eén keer was in het programma Kopspijkers van Jack Spijkerman een fragment te zien waarin een automobiliste op twee verschillende momenten dezelfde auto aan het inhalen was.

## Vervolging
In 2001 besloot het Openbaar Ministerie de producent van het programma te vervolgen wegens het uitlokken van gevaarlijk rijgedrag. Dit gebeurde nadat een deelnemer een aanrijding veroorzaakte tijdens de opnames; hij vloog met hoge snelheid uit de bocht en botste op een tegenligger. Deze aanrijding is nooit in de uitzending te zien geweest.